# Коннектикут (колония)
Колония Коннектикут (англ. Connecticut Colony) или Речная колония (англ. River Colony) — английская колония в Северной Америке, существовавшая в XVII—XVIII веках.

## Предыстория
В начале XVII века в этих местах начала торговать с индейцами Голландская Вест-Индская компания. В 1630-х годах сюда начали проникать английские поселенцы из Колонии Массачусетского залива и Плимутской колонии: в 1633 году ими был основан Виндзор, в 1634 — Ветерсфилд, а в 1636 году разошедшийся с властями Колонии Массачусетского залива Томас Хукер и сотня его сторонников основали Хартфорд.
В 1631 году граф Уорик получил патент для компании инвесторов, возглавляемой виконтом Сэйем и бароном Бруком, которые профинансировали создание в 1636 году поселения в устье реки Коннектикут, названного в их честь колонией Сэйбрук. В 1637 году ещё одна группа пуритан покинула Колонию Массачусетского залива, и основала на северном берегу пролива Лонг-Айленд колонию Нью-Хейвен. Сообщения в ту пору были весьма затруднены, и эти поселения и колония, не поддерживая тесной связи с родными местами, вели изолированное существование.

## Образование самоуправления
Разразившаяся в 1636 году Пекотская война вынудила колонистов объединиться. 1 мая 1637 года делегаты из всех речных поселений собрались в Хартфорде и договорились об объединении всех ополчений под командованием Джона Мэйсона из Виндзора. После разгрома пекотов в 1638 году принадлежавшие им земли в соответствии с Хартфордским договором были разделены между участниками войны.
Война вынудила Речные колонии объединиться и создать единую управляющую структуру. В 1639 году законы, в соответствии с которыми жили Хартфорд, Виндзор и Ветерсфилд, были сведены в свод, известный как «Фундаментальные законы Коннектикута» (фактически — первую Конституцию в Новом Свете). Так образовалась Колония Коннектикут с выборным губернатором. Так как законы запрещали одному человеку занимать эту должность два срока подряд, то с 1639 по 1655 годы на этом посту ежегодно сменяли друг друга Джон Хейнс и Эдвард Хопкинс. Чтобы противостоять угрозе со стороны индейцев, в 1643 году колония вошла в Конфедерацию Новой Англии. В 1644 году к Коннектикуту была присоединена колония Сэйбрук.

## Королевская хартия
22 апреля 1662 года была издана королевская хартия, подтвердившая самоуправление колонии в соответствии с Фундаментальными законами. Самым существенным новшеством, внесённым хартией, было то, что она устанавливала единое правительство Коннектикута для территории, ограниченной на юге проливом Лонг-Айленд, а на западе Тихим океаном. Это привело к поглощению Коннектикутом колонии Нью-Хейвен, процесс вхождения Нью-Хейвена в состав Коннектикута завершился в 1665 году. Претензии на западные земли привели также к конфликту с голландцами, но в 1664 году Великобритания аннексировала Новые Нидерланды, образовав на этих землях провинцию Нью-Йорк (спор о границе между Коннектикутом и Нью-Йорком был окончательно разрешён лишь в 1683 году). Разразившаяся в 1675—1676 годах Война Короля Филипа привела к очищению территории колонии от воинственного индейского населения.

## Доминион Новая Англия
В 1686 году правительство Великобритании попыталось объединить свои североамериканские колонии в доминион Новая Англия. Назначенный губернатором Эдмунд Эндрюс постарался ликвидировать претензии колоний на самостоятельность, но, полагая наиболее важными объектами Нью-Йорк и Массачусетс, почти не обращал внимания на Коннектикут. В 1689 году, когда Америки достигли вести о Славной революции, в результате Бостонского восстания губернатор Эдмунд Эндрос был выслан в Англию. 9 мая 1689 года Коннектикут вернулся к прежней системе управления.

## XVIII век
Слова королевской хартии о том, что на западе границы Коннектикута простираются до Тихого океана, привели к тому, что Коннектикут стал претендовать на земли, лежащие в соответствующей полосе к западу от провинции Нью-Йорк. В 1754 году коннектикутцы стали заселять земли в районе реки Саскуэханна, что привело к конфликту с Пенсильванией, перераставшему даже в военные действия.
В 1776 году Коннектикут стал одной из Тринадцати колоний, подписавших Декларацию независимости.